# 布兰卡 (旧阿尔贝加里亚)
布兰卡是葡萄牙阿威罗区的一个堂区。总面积30.22平方公里，总人口5500人，人口密度182人/平方公里。